# Phil Morris
Phillip Morris (4 de abril de 1959) é um ator estadunidense, mais conhecido pelo papel de Jack Chilles no seriado Seinfeld.
Seu primeiro trabalho como ator foi ainda criança, participando do episódio "Miri" da série Star Trek e mais tarde, recebeu uma proposta para fazer parte do elenco no seriado Smallville como J'onn J'onzz, Caçador de Marte.